# Alcácer do Sal
Alcácer do Sal ist eine Stadt (Cidade) und ein Kreis (Concelho) in Portugal mit 11.112 Einwohnern (Stand 19. April 2021). Der Kreis gehört zum Distrikt Setúbal und wird traditionell der Region Alentejo Litoral zugerechnet.

## Geschichte
Die Besiedlung des Gebiets um Alcácer do Sal lässt sich an den in der Gegend bestehenden archäologischen Stätten verfolgen, die aus den Epochen zwischen Steinzeit, (Nekropole Olival do Senhor dos Mártires), phönizischer Zeit (Abul), Römischem Reich und islamischer Besiedlung stammen. Die ersten Siedler kamen aus Galicien. Zeugen dieser Zeit sind die in der Gegend befindlichen Kultstätten und Megalithanlagen.

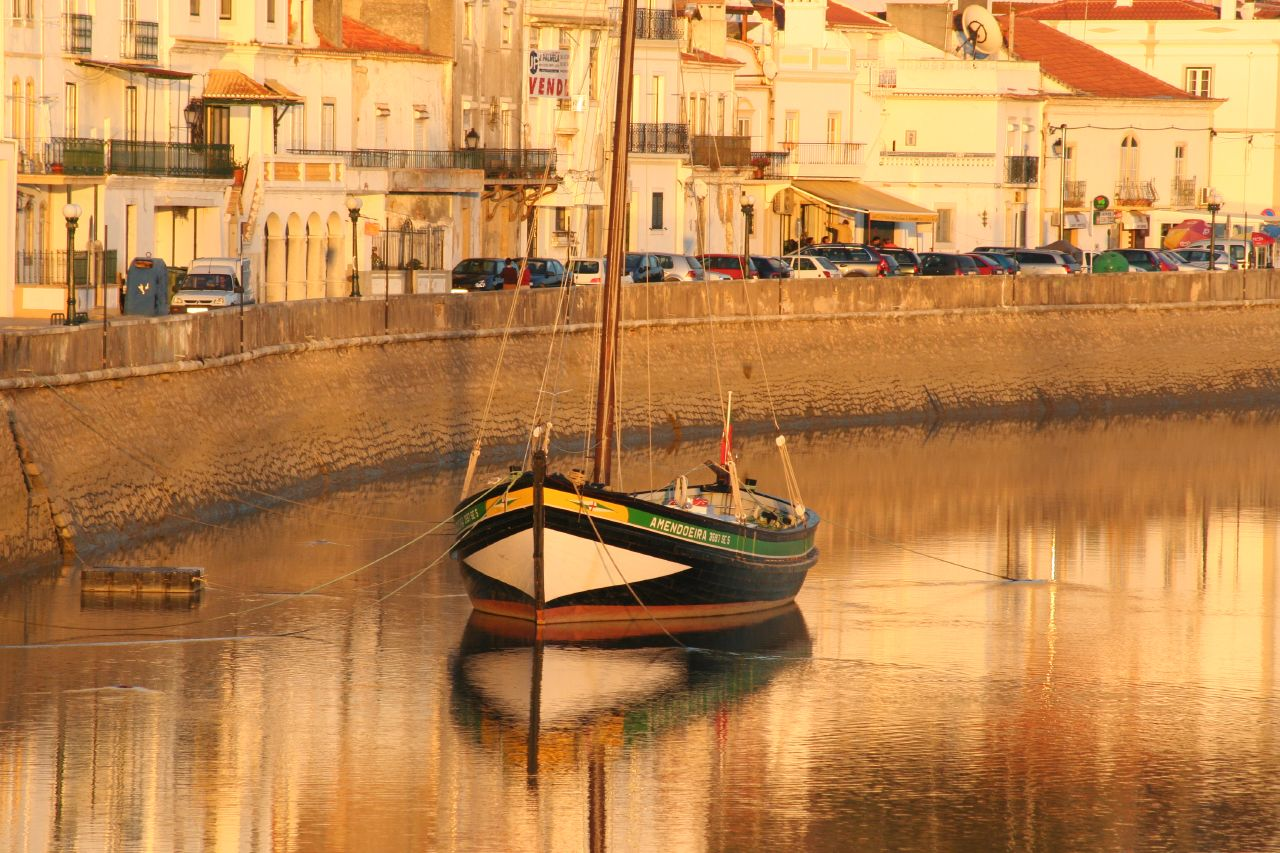
Rio Sado in Alcácer do Sal

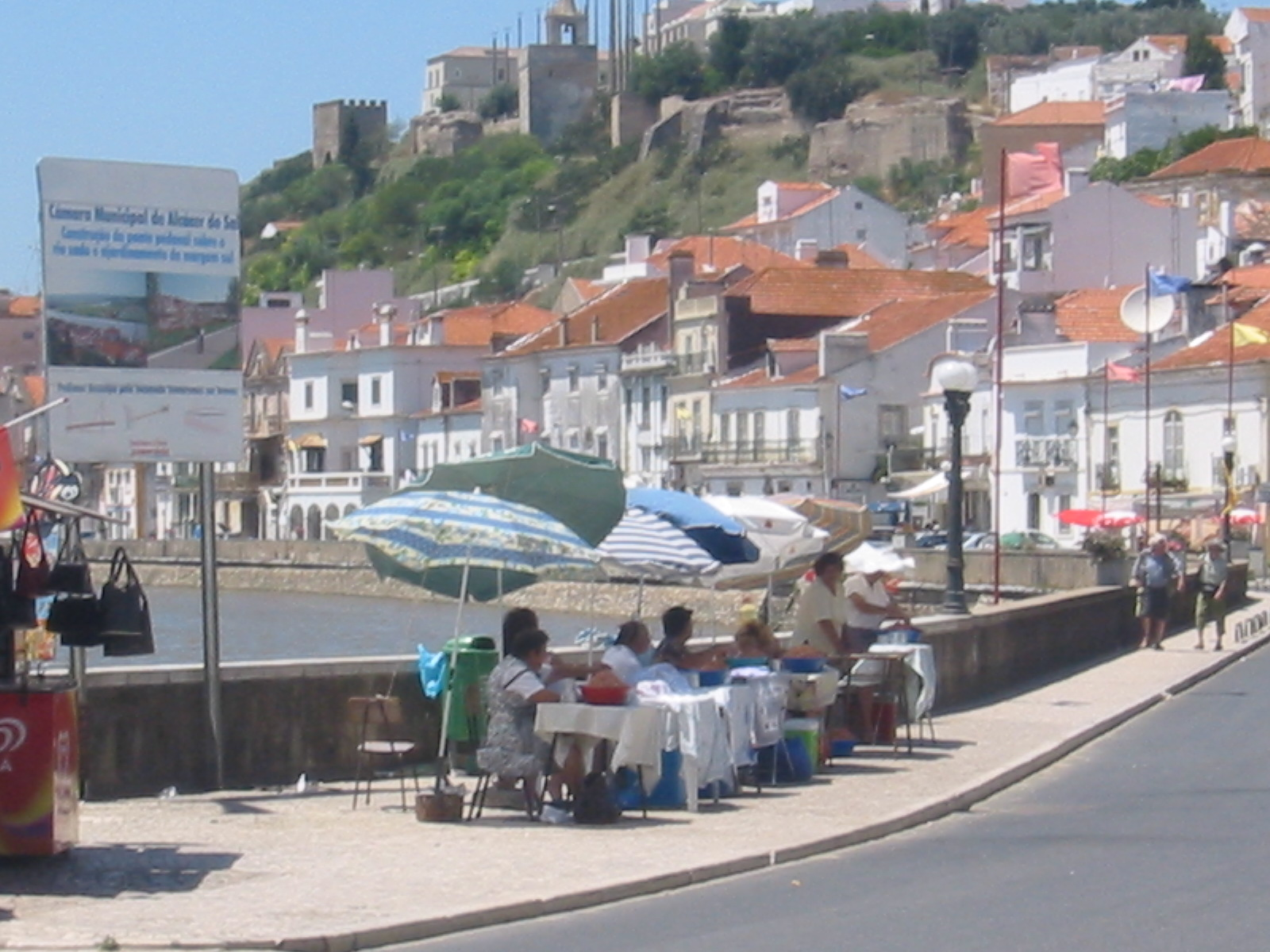
Blick auf den Sado mit Uferstraße in Alcácer do Sal

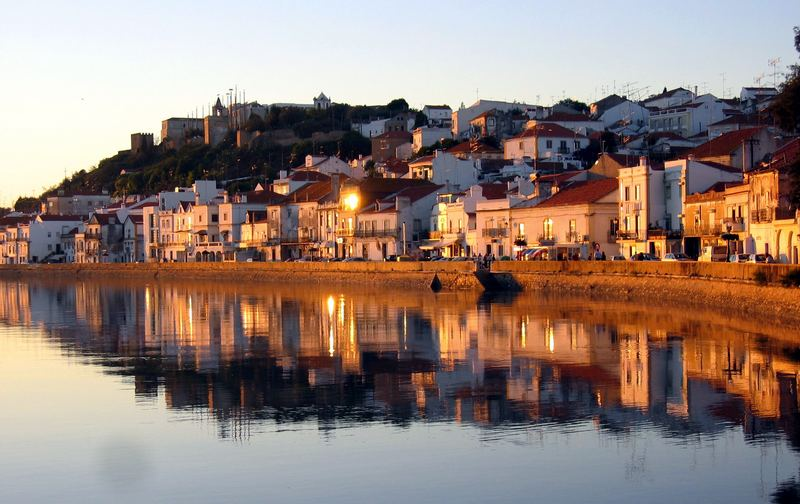
Blick auf den Sado mit Alcácer do Sal im Hintergrund

Abul ist die einzige phönizische Handelsniederlassung, die bisher an der portugiesischen Küste entdeckt wurde. Sie liegt im Trichter des Rio Sado, in der Nähe von Alcácer do Sal. Unter den Römern gab es starke Aktivitäten der Fischverarbeitung in Alcácer do Sal. Dies zeigen Ausgrabungen von Tongefäßen und Töpferöfen (Quinta do Rouxinol) in der Umgebung. Unter anderem wurde auch 1985 eine große römische Mauer in Verbindung mit einem Raum freigelegt, der mit weißen Marmorböden bedeckt war.
Nach den Römern kamen ab 410 n. Chr. germanische Stämme in das Gebiet des heutigen Portugals (Sueben und Westgoten). Um das Jahr 700 herum wurden große Teile der Iberischen Halbinsel durch die Mauren erobert, die im Bereich von Alcácer do Sal bis ins 12. Jahrhundert hinein herrschten. Die neuen Eroberer lebten in der Burg über dem Ort von „Al Kasr“, welche neben Santiago do Cacém der Mittelpunkt und die regionale Hauptstadt der südlichen Küstenregion darstellte. Die Burg von Alcácer do Sal geht auf maurische Ursprünge zurück und ihre Mauern sind bis heute noch relativ gut erhalten. Ein außen stehender Turm erinnert in seiner Bauart an die Burg von Badajoz. Die Burgmauern umrahmen eine große Innenfläche, die mit Gebäuden bebaut war. In der Mauer gab es zwei große Tore Richtung Norden und Osten. Für die Araber bzw. Berber (im 9. und 10. Jahrhundert dominierten die Banū Dānis) war Alcácer do Sal als militärischer Stützpunkt wichtiger als das damals schon existierende Setúbal. Die unter der Burg gelegene Altstadt hat Grundmauern, die auf die maurische Zeit zurückgehen. Alcácer do Sal war damals für die Schiffstypen der Araber ein schiffbarer Hafen, der geschützt im Flusslauf des Sado Deltas lag. Heute ist der Sado versandet und eignet sich nicht mehr für die Schifffahrt.
Alcácer do Sal und seine Burg wurden nach zweimonatiger Belagerung durch die Christen unter Alfons II. (1211–23), unterstützt durch Kreuzritter des Fünften Kreuzzugs, die auf dem Weg nach Palästina in Portugal überwinterten, sowie des Bischofs von Lissabon, Soeiro Viegas, am 18. Oktober 1217 eingenommen.
Nach der Eroberung der letzten arabisch besetzten Gebiete im 12. Jahrhundert hatte die Burg von „Al Kasser“ weiterhin große Bedeutung. Alcácer do Sal wurde Teil des portugiesischen Königreichs. Die noch heute gut erhaltene Kapelle der 11.000 Jungfrauen wurde als Bestandteil des Franziskaner-Klosters mit seiner Kirche St. António im Jahre 1524 durch den König D. João III. errichtet.
Durch seine Lage über dem Rio Sado wurde Alcácer do Sal nach dem Zweiten Weltkrieg mehr und mehr zu einer touristischen Metropole. Hierzu trägt auch bei, dass der Ort in der Nähe der Atlantikstrände des Alentejo liegt (Comporta und Carvalhal) und das Delta des Rio Sado nach der Nelkenrevolution von 1974 zu einem Naturreservat gemacht wurde. Während der Nelkenrevolution in den Jahren 1974 bis 1976 waren die Kooperativen von Alcácer do Sal die führenden Kräfte in der damaligen Landbesetzer- und Kooperativenbewegung des Alentejo. Der Schwerpunkt der Landwirtschaft liegt heute neben der Schafzucht, dem Korkanbau und der Olivenölherstellung im Anbau von Reis und in der Salzgewinnung in Meeressalinen im Delta des Rio Sado. Alcácer do Sal bekam das Stadtrecht im Jahre 1997 und ist der Sitz der Kreisregierung.

## Historische Bauwerke
- Solar dos Salemas
- Burg von Alcácer do Sal
- Archäologische Ausgrabungen von Olival do Senhor dos Mártires
- Kirche der Misericórdia de Alcácer do Sal
- Kirche Olival do Senhor dos Mártires,
- Kapelle von São Bartolomeu und Maria Resende
- Kirche von Espírito Santo (Alcácer do Sal)
- Kirche von Santa Maria do Castelo (Alcácer do Sal) und Kirche Matriz de Alcácer do Sal

## Naturreservat Rio Sado Delta
Nur einige Kilometer vom Stadtkern von Alcácer do Sal entfernt liegt im Delta des Rio Sado die
Reserva Natural do Estuário do Sado, das ein Gebiet von 23.160 Hektar von Feuchtgebieten und Flussdelta bedeckt. Hier werden traditionell Reisanbau, Fischerei und Salzgewinnung betrieben.
Bekannt wurde das Naturreservat durch das Vorkommen von Süßwasserdelfinen, welche im Sado Delta leben. Neben großen Mengen an Störchen, die die Ufer des Naturreservats und die Reisfelder nach Fröschen absuchen, gibt es ca. 100 seltene und geschützte Vogelarten.

## Verwaltung

### Kreis
Alcácer do Sal ist Sitz eines gleichnamigen Kreises. Die Nachbarn sind im Norden Palmela, Vendas Novas und Montemor-o-Novo; im Nordosten Viana do Alentejo, im Osten Alvito, im Süden Ferreira do Alentejo und Grândola, im Westen Grândola (getrennt durch einen Arm des Sado-Deltas) und im Nordwesten, ebenfalls durch das Sado-Delta getrennt, Setúbal. Alcácer do Sal ist Teil des Alentejo Litoral, dies ist eine Subregion in Portugal.

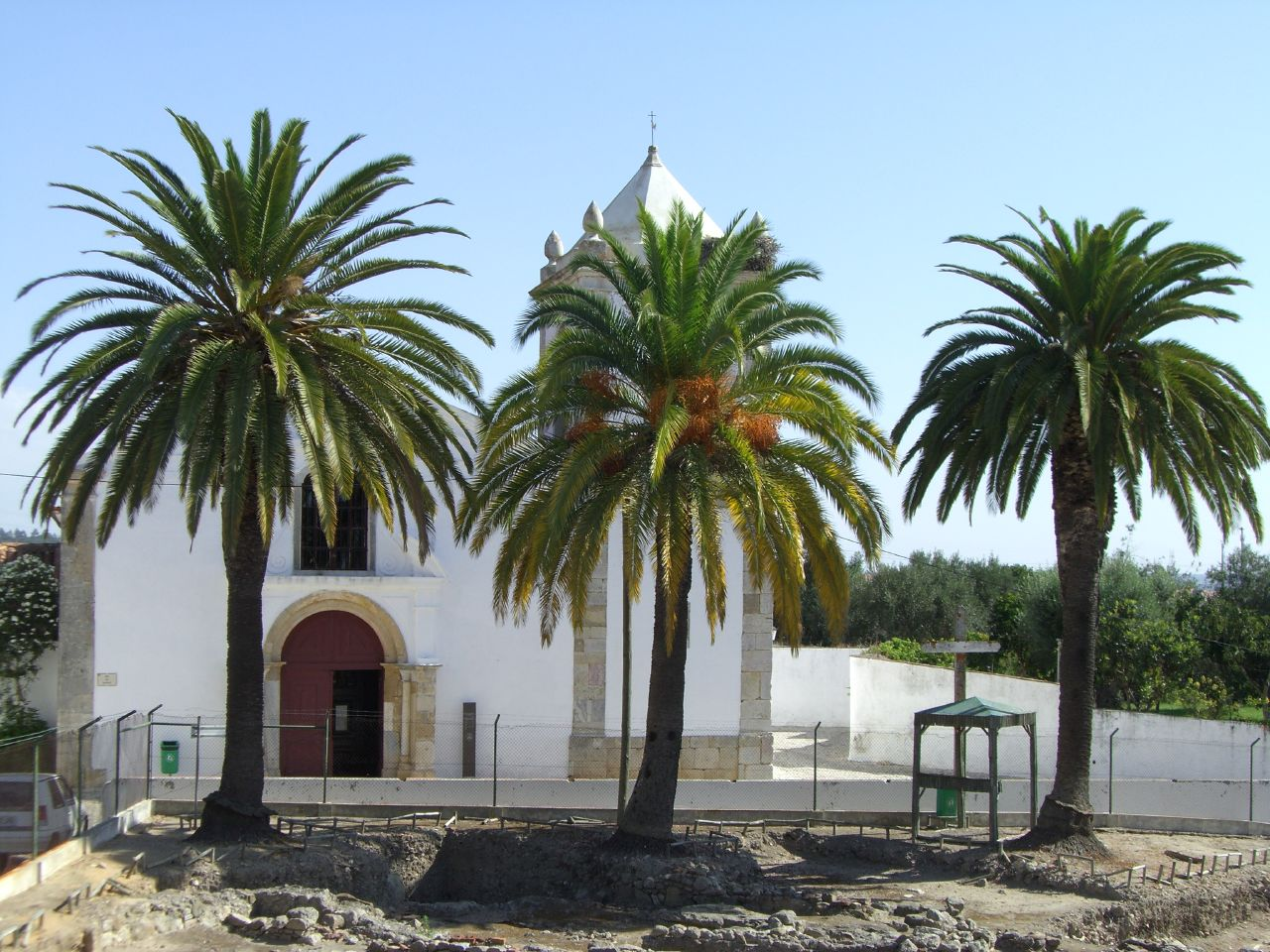
Historische Kirche in Alcácer do Sal

Mit der Gebietsreform im September 2013 wurden die Gemeinden Santiago, Santa Susana und Alcácer do Sal (Santa Maria do Castelo) zur neuen Gemeinden União das Freguesias de Alcácer do Sal (Santa Maria do Castelo e Santiago) e Santa Susana zusammengefasst, sodass nun die folgenden vier Gemeinden (Freguesias) zum Kreis Alcácer do Sal gehören:

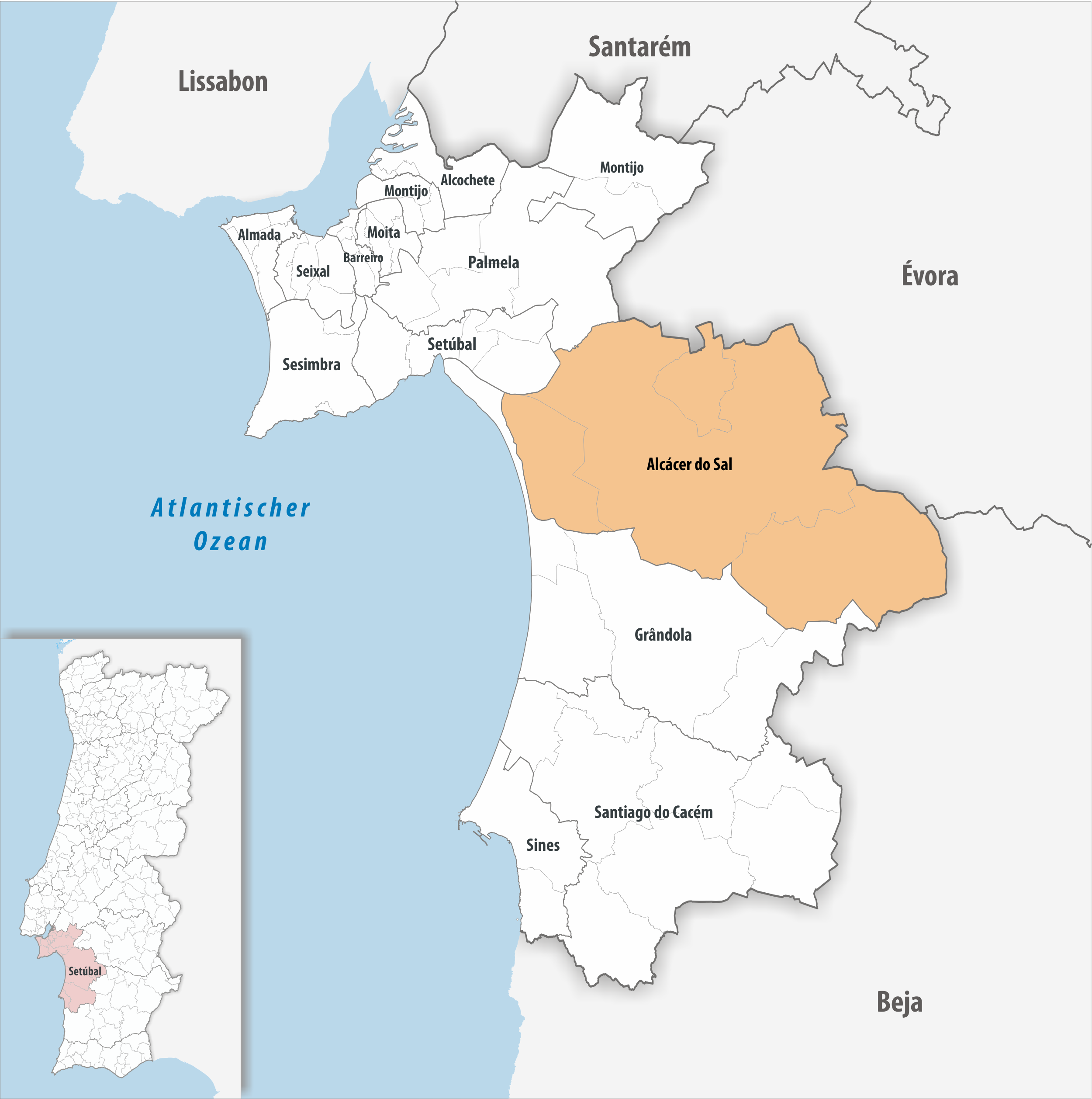
Kreis Alcácer do Sal

| Gemeinde                      | Einwohner (2021) | Fläche km² | Dichte Einw./km² | LAU- Code |
| ----------------------------- | ---------------- | ---------- | ---------------- | --------- |
| Alcácer do Sal e Santa Susana | 7.733            | 888,35     | 9                | 150107    |
| Comporta                      | 1.094            | 150,54     | 7                | 150106    |
| São Martinho                  | 349              | 88,59      | 4                | 150105    |
| Torrão                        | 1.936            | 372,39     | 5                | 150104    |
| Kreis Alcácer do Sal          | 11.112           | 1.499,87   | 7                | 1501      |

### Bevölkerungsentwicklung
| 1801  | 1849  | 1900  | 1930   | 1960   | 1981   | 1991   | 2001   | 2004   |
| 8.253 | 7.913 | 9.606 | 17.596 | 22.167 | 16.370 | 14.512 | 14.287 | 13.624 |

### Städtepartnerschaften
- Frankreich: Bondy (seit 1999)
- Mosambik: Mocuba (seit 2000)[4]

## Söhne und Töchter der Stadt
- Bernardim Ribeiro (1482–1552), Schriftsteller
- Pedro Nunes (1502–1578), Mathematiker und Astronom
- Simão Rodrigues (1560–1629), manieristischer Maler
- Francisco Gentil (1878–1964), Arzt und Hochschullehrer
- João Mendes da Costa Amaral (1893–1981), Politiker und Journalist, Funktionär des Estado-Novo-Regimes
- Ruy Coelho (1889–1986), Komponist
- João Branco Núncio (1901–1976), Stierkämpfer
- Leonor Alcácer (* 1961), Schauspielerin und Theaterregisseurin
- Paulo Renato Valério Calado Rodrigues (* 1987), Fußballspieler